# Jan z Biclara

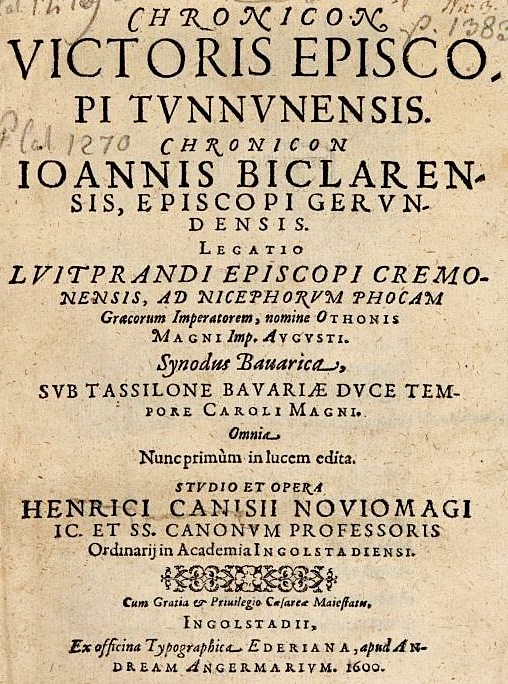
Titulní strana kroniky biskupů Jana z Biclara a Viktora z Tunnuny od Heinricha Canisiuse (1600)

Jan z Biclara (latinsky Iohannes Biclarensis) (540? Scallabis – po 621? Girona) byl vizigótský kronikář a biskup v Gironě.
Narodil se ve městě Scallabis (dnešní Santarém) v Lusitánií. Pobýval v Konstantinopoli, kde studoval řečtinu a latinu. Ve svých sedmnácti letech se vrátil do vlasti. Isidor ze Sevilly píše, že Jan z Biclara měl odmítavý postoj k ariánské víře, která v té době ve vizigótské říši dominovala, proto byl králem Leovigildem vyhoštěn do Barcelony. Některé prameny uvádějí, že byl i uvězněn.
Moderní historici poukazují na to, že jiné soudobé iberské zdroje, včetně Janovy vlastní kroniky nemají žádné informace o pronásledování katolíků ve vizigótské říši až do vzpoury Hermenegilda, kdy Vizigóti začali pronásledovat Hermenegilda, jeho stoupence a Židy. Mnohem pravděpodobnější důvod pro Janovo případné uvěznění byl jeho dlouhý pobyt v Konstantinopoli a tudíž podezření na to, že mohl být špionem byzantských guvernérů na jihu Iberie. 
Po Leovigildově smrti v roce 586 se Jan z Biclara vrátil do vlasti. Následně založil benediktinský klášter v Biclaru (přesné určení místa není známé), kde byl opatem a než byl jmenován katolickým biskupem v Gironě, tak v roce 590 dokončil svou kroniku. Jako biskup vystupoval pod jménem Johannes Gerundensis.
Jan z Biclara se účastnil v roce 592 synody v Zaragoze v roce 599 v Barceloně a v  roce 614 v Egaře (municipium Flavium Egara). Jeho kronika, která je pokračováním kroniky Viktora z Tunnuny (Chronicon continuans Victorem Tunnunensem), sahá až do roku 590. Jeho kronika byla vytištěna již v roce 1600 a poskytuje nejúplnější a nejspolehlivější informace o Leovigildově bouřlivé vládě ve vizigótské říši v době přechodu říše od ariánské ke katolické víře.